# Toa (Bionicle)
Een Toa is een personage uit de verhaallijn van Bionicle, een speelgoedmerk van LEGO. De Toa (geen meervoud-s) zijn helden die proberen te voorkomen dat Makuta Teridax (de belangrijkste vijand in het verhaal) het Universum overneemt en die proberen Mata Nui te redden.

## Fictieve geschiedenis
De meeste Toa waren ooit Matoran (zonder meervoud -en) (biomechanische wezens die de normale inwoners van het Matoran Universum zijn) geweest, die voorbestemd waren om in een Toa te transformeren. Er zijn maar enkele Toa die werkelijk zijn ontstaan als Toa. Een voorbeeld hiervan zijn de Toa Mata. Deze zes Toa zijn als Toa gemaakt en waren dus nooit een Matoran geweest. Elke Toa heeft het lot om vrede te handhaven in het Matoran Universum en om Makuta Teridax te stoppen en de "Great Spirit" Mata Nui te beschermen. Elke Toa beschikt over zijn eigen krachten. Ook beschikt elke Toa over Toa-krachten. Uiteindelijk verandert een Toa in een Turaga.

## Producten
Toen de LEGO Group in 2001 van LEGO Slicer en LEGO Roboriders overging naar de (toen net nieuwe) Bionicle-producten, werd uiteindelijk ook de eerste 6 Toa op de markt gebracht. In de loop van jaren werd er bijna elk jaar weer een nieuwe serie Toa uitgebracht, samen met een serie vijanden, Matoran-sets en andere sets. De volledige productenlijn stopte toen Bionicle werd stopgezet in het jaar 2010.